# Rosa Regàs
Rosa Regàs i Pagès, née à Barcelone le 11 novembre 1933 et morte à Llofriu le 17 juillet 2024, est une romancière espagnole.
Elle fait partie, avec d'autres intellectuels des années 1960, de la Gauche divine.

## Biographie
Née à Barcelone en 1933, pendant la Seconde République espagnole, elle vit en France, sa famille étant contrainte de quitter l'Espane, pendant toute la durée de la Guerre d'Espagne, jusqu’à sa conclusion, alors qu’elle a six ans. Elle fait ses études dans un internat religieux de Barcelone. Par la suite, elle obtient sa licence de philosophie à l’Université de Barcelone, où elle rencontre des poètes espagnols comme José Agustín Goytisolo, Jaime Gil de Biedma et Gabriel Ferraté.
Entre 1964 et 1970, elle travaille à la maison d’édition Seix Barral. En 1970, elle fonde la maison d’édition La Gaya Ciencia et se consacre à la publication d’œuvres d’auteurs alors peu connus, comme Juan Benet, Maria Zambrano, ou encore Manuel Vazquez Montalban, parmi bien d’autres.
À la mort de Franco, elle lance la première collection politique, intitulée Biblioteca de Divulgación Política, dont la plupart des auteurs étaient alors encore dans la clandestinité. Elle dirige également  une revue, Cuadernos de la Gaya Ciencia, et une publication d’architecture, Arquitecturas Bis, à laquelle collaborent des professionnels de l’envergure d’Oriol Bohigas i Guardiola, Òscar Tusquets ou Rafael Moneo.
Déterminée à écrire, elle vend sa maison d’édition en 1983 et commence à travailler en tant que traductrice et éditeur temporaire pour diverses organisations appartenant à l'Organisation des Nations unies dans des villes du monde entier, ce qui lui laisse davantage de temps libre pour la littérature. En 1987, à la demande de Carlos Trías Sagnier (es), qui dirigeait alors la collection Ciudades de Ediciones Destino des Ediciones Destino, elle écrit Ginebra (Genève : Portrait de ville par une Méditerranéenne), un amusant essai sur la capitale calviniste.
En 1991, elle publie Memoria de Almator, son premier roman, dans lequel une femme, protégée à l’extrême par son père, son mari et son amant, finit par reprendre en main son existence. En 1994, elle gagne le Prix Nadal avec son roman Azul (es), une histoire d’amour et de mer qui lui ouvre les portes du grand public. Suivent Viaje a la luz del Cham (1995), récit d’un séjour de l’écrivain en Syrie, Luna lunera (1999) (La Lune et les ténèbres), roman autobiographique se déroulant dans la Barcelone de l’après-guerre et qui lui vaut le Prix Ciutat de Barcelona de Narrativa.
En 2001, Rosa Regàs gagne la 50e édition du Prix Planeta avec un roman d’intrigue, La canción de Dorotea, oú elle narre les découvertes faites par une professeur de biologie moléculaire dans la maison de campagne héritée de son père. Elle a depuis lors publié plusieurs ouvrages, en particulier Diario de una abuela de verano (Journal d’une grand-mère d’été), adapté pour la télévision dans une série du même titre.
Dès le début des années 1990, Rosa Regàs collabore régulièrement avec plusieurs journaux et revues avec ses articles, et se montre très active en tant que conférencière et militante pour des mouvements de solidarité et de défense des droits de l'homme.
Outre ses activités littéraires, Rosa Regàs a également été directrice de l’Ateneo Americano de la Casa de América (es) de Madrid (1994-1998) et directrice générale de la Bibliothèque nationale d’Espagne (2004-2007), poste dont elle démisionne après un vol,.

## Œuvres
- Genève : Portrait de ville par une Méditerranéenne (1987)
- Memoria de Almator (1991)
- Azul (es)  (1994)
- Canciones de amor y de batalla (1995)
- Viaje a la luz del Cham (1995)
- Pobre corazón (1996)
- Desde el mar (1997)
- Más canciones (1998)
- Sangre de mi sangre: la aventura de los hijos (1998)
- Sombras, nada más (1998)
- La lune et les ténèbres (1999)
- Hi havia una vegada (2001)
- La canción de Dorotea (2001)
- Per un món millor (2002)
- Diario de una abuela de verano. El paso del tiempo (2004)
- El valor de la protesta. El compromiso con la vida (2004)
- Volcanes dormidos. Un viaje por Centroamérica (2005)
- Viento armado (2005)
- Memòries de la Costa Brava (2006)

## Prix littéraires
- 1994 : Prix Nadal pour Azul
- 1999 : Prix Ciutat de Barcelona de Narrativa pour La lune et les ténèbres
- 2001 : Prix Planeta pour La canción de Dorotea

## Distinctions
- Chevalier de la Légion d’honneur de la République française (2005)
- Creu de Sant Jordi de la Generalitat de Catalunya (2005)
- 1re médaille Josep Pla, Association catalane de journalistes et écrivains de tourisme